# Vujići Vojakovački
Vujići Vojakovački falu Horvátországban Kapronca-Kőrös megyében. Közigazgatásilag Kőröshöz tartozik.

## Fekvése
Köröstől 6 km-re északkeletre fekszik.

## Története
A falunak 1890-ben 86, 1910-ben 63 lakosa volt. Trianonig Belovár-Kőrös vármegye Körösi járásához tartozott. 2001-ben 52 lakosa volt.

## Külső hivatkozások
Körös város hivatalos oldala